# ジェイムズ・P・ホーガン

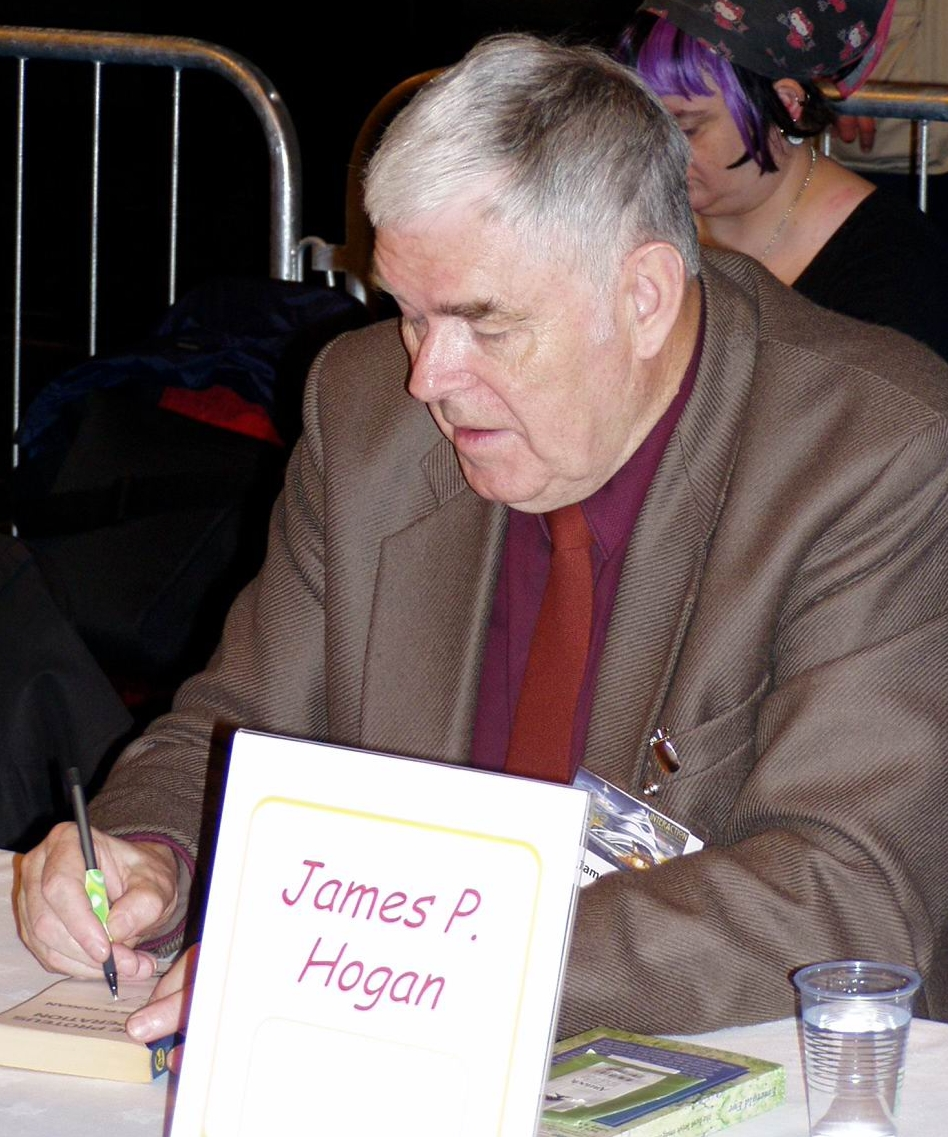
ジェイムズ・P・ホーガン（2005年）

ジェイムズ・パトリック・ホーガン（James Patrick Hogan、1941年6月27日 - 2010年7月12日）は、イギリス、ロンドン生まれのSF作家。

## 経歴
イングランドのロンドンで生まれ、その西部のポートベッロ・ロードのあたりで育った。16歳で学校を卒業して職を転々としていたが、奨学金を得てロイヤル・エアクラフト・エスタブリッシュメントの工業専門学校で5年間、電気工学、電子工学、機械工学を学んだ。20歳のとき最初の結婚を経験し、後にさらに3回結婚することになる。子供は全部で6人もうけた。
いくつかの企業で設計技術者として働き、1960年代には販売部門に移り、ハネウェルのセールスエンジニアとしてヨーロッパ中を渡り歩いた。1970年代にはDECに転職して Laboratory Data Processing Group で働くようになり、1977年にはマサチューセッツ州ボストンに移住し、DECのセールス訓練プログラムの運営を担当した。1977年、仕事の傍ら書き上げたハードSF『星を継ぐもの』（Inherit the Stars）でデビュー。1979年、DECを辞めて作家専業となり、フロリダ州オーランドに移住した。そこで3人目の妻となるジャッキーと出会った。その後間もなく、カリフォルニア州ソノーラに移住した。晩年はアイルランドで暮らした。
ハードSFの巨匠として、日本では3度にわたって星雲賞を受賞したほどの人気を誇る。
1986年に大阪府吹田市で第25回日本SF大会（DAICON5）が開かれた際には、ハリー・ハリスン、トーレン・スミスとともに海外ゲストとして参加した。
2010年7月12日、アイルランドにある自宅で心不全で69歳で死去。

## 作風
ハードSFに分類される。初期の作品は、科学や科学者の感覚を伝えていた。科学はどうあるべきかというホーガンの見解がその作品の多くに反映されている。それは、理論は実証的研究にのみ基づいてまとめられるべきであり、理論と現実に不一致があるなら、捨てられるべきなのは現実ではなく理論の方だ、というものである。この哲学は、月面で5万年前の人間の遺体が発見されるところから始まる《ガニメアン》シリーズによく現れている。その発見から一連の調査が行われ、新たな事実が次々と発見され、5万年前の宇宙飛行士の遺体がなぜ月面にあったのかについての理論が次々と構築され、捨てられ、置換されていく。
また、ホーガンの作品には反権威主義的姿勢が反映されている。アナキズムやリバタリアニズムが小説の重要なテーマとなっていることが多く、技術革新がある種の社会慣習を時代遅れにするという主張がしばしばなされる。例えば、制御された原子核融合が開発されれば、エネルギーは事実上無制限に入手可能になり、エネルギー資源へのアクセス制限は不要になるだろう。つまり、エネルギーは本質的に無料となる。このような科学と社会を結びつけた予測は『断絶への航海』に明確に表れている（この小説はエリック・フランク・ラッセルの『大いなる爆発』の最終章の元になった短編 "And Then There Were None" に強く影響を受けている）。この作品では、ケンタウルス座アルファ星系のハイテク・アナーキスト社会と地球から独裁政治を持ち込もうとやってきた宇宙船がファースト・コンタクトを果たし、その後の出来事を描いている。この物語で描かれている概念としては、市民的不服従、“post scarcity”（エネルギーや物資の不足が全く無くなった社会はどうなるのかという仮説）、贈与経済などがある。

## 作品リスト
日本語訳題無しは未訳（2015年8月時点）

### 小説

#### シリーズもの
- 「巨人たちの星」シリーズ
  - 1977年05月 星を継ぐもの（Inherit the Stars）：1981年第12回星雲賞海外長編部門受賞
  - 1978年05月 ガニメデの優しい巨人（The Gentle Giants of Ganymede）
  - 1981年06月 巨人たちの星（Giants' Star）
  - 1991年10月 内なる宇宙（Entoverse）：1994年第25回星雲賞海外長編部門受賞
  - 2005年01月 ミネルヴァ計画 (Mission to Minerva)
    - The Two Moons : 第一作と第二作の合本
    - The Two Worlds : 第三作と第四作の合本
- 「造物主（ライフメーカー）」シリーズ
  - 1983年06月 造物主の掟（Code of the Lifemaker）
  - 1995年02月 造物主の選択（The Immortality Option）
- クロニア人が登場する三部作構想（未完・絶筆）
  - 1999年06月 揺籃の星（Cradle of Saturn）
  - 2003年06月 黎明の星（The Anguished Dawn）

#### 単発長編
- 1978年04月 創世紀機械（英語版）（The Genesis Machine）：1982年第13回星雲賞海外長編部門受賞
- 1979年06月 未来の二つの顔（The Two Faces of Tomorrow）
- 1980年03月 未来からのホットライン（Thrice Upon a Time）
- 1982年06月 断絶への航海（Voyage from Yesteryear）：プロメテウス賞受賞
- 1985年10月 プロテウス・オペレーション（英語版）（The Proteus Operation）
- 1987年08月 終局のエニグマ（Endgame Enigma）
- 1989年03月 ミラー・メイズ（The Mirror Maze）
- 1991年03月 インフィニティ・リミテッド（The Infinity Gambit）
- 1992年12月 マルチプレックス・マン（The Multiplex Man）：プロメテウス賞受賞
- 1993年11月 時間泥棒（Out of Time）
- 1995年03月 仮想空間計画（英語版）（Realtime Interrupt）
- 1996年02月 量子宇宙干渉機（Paths to Otherwhere）
- 1997年04月 ミクロ・パーク （Bug Park）
- 1998年06月 Star Child
- 1999年03月 Outward Bound
- 2000年10月 The Legend that was Earth
- 2001年10月 火星の遺跡 Martian Knightlife
- 2007年02月 未踏の蒼穹 Echoes of an Alien Sky
- 2008年04月 Moon Flower

### その他
- フィクション、ノンフィクション、自伝の短編集
  - 1988年06月 Minds, Machines & Evolution
  - 1999年04月 Rockets, Redheads & Revolution
  - 2005年11月 Catastrophes, Chaos & Convolutions
- ノンフィクション
  - 1998年03月 Mind Matters
  - 2004年06月 Kicking The Sacred Cow

## 論争
晩年のホーガンの作風はやや疑似科学に傾きつつあると一般に認識されていた。例えばホーガンはイマニュエル・ヴェリコフスキー版の天変地異説を真剣に支持しており、AIDSはHIVではなく医薬品によって引き起こされていると信じている（エイズ否認主義参照）。また彼は、進化が無作為だという基本的証拠は全くないことを発見した、または進化論の決定的な反証を見つけたとしているが、神による創造論を代替として提案しているわけではない。また、地球温暖化やオゾンホール拡大についても懐疑的である。
ホーガンはまた、歴史家らの主流が主張するような「ホロコースト」はなかったとする考え方を支持し、アーサー・バッツや歴史見直し研究所のマーク・ウェバーの著作について「勝利者によって書かれた歴史が言うことより、学問的かつ科学的で説得力がある」としている。そのような説はホーガンの科学的合理性に反しているように見えるが、彼はそれらの理論が彼の注意を惹いたのはそのプレゼンテーションの品質が高かったからだと繰り返し述べており、科学的理論は広く受け入れられているからといって無条件で受け入れるべきでないという姿勢は一貫しているともいえる（権威に訴える論証など参照）。